# Marja Timmermans
Marja Timmermans (* 1964) ist eine niederländische Pflanzengenetikerin.
Timmermans studierte in den Niederlanden und ging in die USA an die Rutgers University und die Yale University. Ab 1998 war sie am Cold Spring Harbor Laboratory, wo sie 2001 Assistant Professor wurde und 2009 eine volle Professor erhielt. 2015 erhielt sie eine Humboldt-Professur und wechselte an die Universität Tübingen. Seit 2018 ist sie Mitglied der European Molecular Biology Organization (EMBO). 2020 wurde sie in die Nationale Akademie der Wissenschaften Leopoldina aufgenommen. Ebenfalls seit 2020 ist sie ordentliches Mitglied der Heidelberger Akademie der Wissenschaften.
Sie untersuchte wie sich Blätter in Pflanzen auf molekularbiologischer Ebene entwickeln. Da ihre Zellen von Zellwänden aus Zellulose umgeben sind, stellt sich die Frage wie die Positionsinformationen während der Morphogenese übermittelt werden. In Pflanzen werden sie über kleine Kanäle (Plasmodesmata) zwischen den Zellen ausgetauscht. Zu den Signalstoffen gehört wie Timmermans fand bei Pflanzen (sie benutzte Arabidopsis als Modellpflanze) im Gegensatz zu Tieren auch kleine RNA-Moleküle (microRNA), die auch direkt in die Genexpression eingreifen können.